# Reeves County
Reeves County är ett administrativt område i delstaten Texas, USA, med 13 783 invånare (2010). Den administrativa huvudorten (county seat) är Pecos. 

## Geografi
Enligt United States Census Bureau så har countyt en total area på 6 843 km². 6 827 km² av den arean är land och 16 km² är vatten.  

### Angränsande countyn
- Eddy County, New Mexico - norr
- Loving County - nordost
- Ward County - öster
- Pecos County - sydost
- Jeff Davis County - sydväst
- Culberson County - väster